# Disney Afternoon
Disney Afternoon var ett programblock som sändes i syndikering på amerikanska TV-stationer under perioden 10 september 1990-29 augusti 1997 Programmet producerades av Walt Disney Television Animation, och distribuerades av Buena Vista Television. 
I Sverige är har flera av programmen i programblocket sänts i programblocket Disneydags (1991-).